# Récompenses des Timberwolves du Minnesota
Les Timberwolves du Minnesota sont une franchise de basket-ball américaine évoluant dans la National Basketball Association. Cet article regroupe l'ensemble des récompenses des Timberwolves du Minnesota durant les saisons NBA.

## Titres de l'équipe

### Champion NBA
Pas de titre NBA.

### Champion de conférence
Pas de titre de champion de conférence.

### Champion de division
Les Timberwolves ont été une fois champion de division : 2004.
Ce titre a été obtenu au sein de la division Midwest.

## Titres individuels

### MVP
- Kevin Garnett – 2004

### Rookie de l'année
- Andrew Wiggins – 2015
- Karl-Anthony Towns – 2016

### Défenseur de l'année
- Rudy Gobert - 2024

### 6ehomme de l'année
- Naz Reid - 2024

### Meilleure progression de l'année
- Kevin Love – 2011

### J. Walter Kennedy Citizenship Award
- Kevin Garnett – 2006

### Twyman-Stokes Teammate of the Year Award
- Jamal Crawford – 2018
- Mike Conley, Jr. – 2024

### Kareem Abdul-Jabbar Social Justice Champion Award
- Karl-Anthony Towns – 2024

## Hall of Fame

### Joueurs
Deux joueurs ayant joués aux Timberwolves principalement, ou de façon significative pendant leur carrière ont été introduits au Basketball Hall of Fame (également appelé Naismith Memorial Basketball Hall of Fame).
| Joueur           | Activité aux Timberwolves | Activité aux Timberwolves | Hall of Fame        |
| Joueur           | Années                    | Titres avec Minnesota     | Année intronisation |
| ---------------- | ------------------------- | ------------------------- | ------------------- |
| Kevin Garnett    | 1995-2007 2015-2016       | 0                         | 2020                |
| Chauncey Billups | 2000-2002                 | 0                         | 2024                |

### Entraineurs, managers et contributeurs
| Personnalité | Activité aux Timberwolves | Activité aux Timberwolves | Activité aux Timberwolves | Hall of Fame        | Hall of Fame |
| Personnalité | Années                    | Titres avec Minnesota     | Fonction                  | Année intronisation | Qualité      |
| ------------ | ------------------------- | ------------------------- | ------------------------- | ------------------- | ------------ |
| Rick Adelman | 2011–2014                 | 0                         | entraîneur                | 2021                | entraîneur   |

## Maillots retirés
Le maillot retiré de la franchise des Timberwolves est le suivant :
- 2 - Malik Sealy

## Récompenses du All-Star Week-End

### Sélections au All-Star Game
Liste des joueurs sélectionnés pour le All-Star Game, en tant que joueur des Bucks de Milwaukee :
- Kevin Garnett (x10) – 1997, 1998, 2000, 2001, 2002, 2003, 2004, 2005, 2006, 2007
- Tom Gugliotta – 1997
- Wally Szczerbiak – 2002
- Sam Cassell – 2004
- Kevin Love (x3) – 2011, 2012, 2014
- Jimmy Butler – 2018
- Karl-Anthony Towns (x4) – 2018, 2019, 2022, 2024
- Anthony Edwards (x3) – 2023, 2024, 2025

### MVP du All-Star Game
- Kevin Garnett – 2003

### Coachs au All-Star Game
- Flip Saunders – 2004
- Chris Finch – 2024

### Vainqueur du concours de dunks
- Isaiah Rider – 1994
- Zach LaVine – 2015, 2016

### Vainqueur du concours à 3 points
- Kevin Love – 2012
- Karl-Anthony Towns – 2022

### Vainqueur du Skills Challenge
- Karl-Anthony Towns – 2016

## Distinctions en fin d'année

### All-NBA Team

#### All-NBA First Team
- Kevin Garnett (x3) – 2000, 2003, 2004

#### All-NBA Second Team
- Kevin Garnett (x3) – 2001, 2002, 2005
- Sam Cassell – 2004
- Kevin Love (x2) – 2012, 2014
- Anthony Edwards (x2) – 2024, 2025

#### All-NBA Third Team
- Kevin Garnett (x2) – 1999, 2007
- Karl-Anthony Towns (x2) – 2018, 2022
- Jimmy Butler – 2018

### NBA All-Rookie Team

#### NBA All-Rookie First Team
- Pooh Richardson – 1990
- Christian Laettner – 1993
- Isaiah Rider – 1994
- Stephon Marbury – 1997
- Wally Szczerbiak – 2000
- Randy Foye – 2007
- Ricky Rubio – 2012
- Andrew Wiggins - 2015
- Karl-Anthony Towns – 2016
- Anthony Edwards – 2021

#### NBA All-Rookie Second Team
- Felton Spencer – 1991
- Kevin Garnett – 1996
- Craig Smith – 2007
- Kevin Love – 2009
- Jonny Flynn – 2010
- Wesley Johnson – 2011
- Derrick Williams – 2012
- Gorgui Dieng – 2014
- Zach LaVine – 2015

### NBA All-Defensive Team

#### NBA All-Defensive First Team
- Kevin Garnett (x6) – 2000, 2001, 2002, 2003, 2004, 2005
- Rudy Gobert – 2024

#### NBA All-Defensive Second Team
- Kevin Garnett (x2) – 2006, 2007
- Jimmy Butler – 2018
- Jaden McDaniels – 2024
- Rudy Gobert – 2025